# ماترهورن
ماتارهورن أحد أشهر قمم جبال الأبناين بسلسلة جبال الألب الأوروبية. يمتدّ على حدود سويسرا وإيطاليا ويعلو قرية زرمات Zermatt السويسرية وقرية بروي سرفينيا Breuil-Cervinia الإيطالية في وادي تورنانش Val Tournanche. يبلغ ارتفاع تلك القمة 4478 متر (14690 قدما)، مما يجعلها واحدة من أعلى القمم في جبال الألب. وتقع قمة ماتاهورن على الحدود الفاصلة لكانتون فاليز في سويسرا ومقاطعة أوستا الإيطالية؛ كما وتقع على مسافة 65 كيلومتر شرقي قمة مونت بلانك الموجودة في فرنسا.
للجبل أربعة أوجه تواجه نقاط البوصلة الأربع، ويجتمع الوجهان الشمالي والجنوبي ليشكّلا قمّة قصيرة تمتدّ من الشرق إلى الغرب كأنها هرم بالنسبة للجبال المحيطة بها. دائمًا ما تغطي الثلوج منحدراتها العليا. وبشكل دوري يحصل جراف ثلجي يرسل الثلج إلى الأسفل فيتكدّس على الأنهر الجليدية عند قاعدة كلٍّ من منحدرات الجبل.
كان ماترهورن قمة عظيمة يتمنى كثير من المتسلقون المحترفون صعودها وكان أول صعود تم تسجيله في 14 يوليو 1865 بواسطة الإنجليزي إدوارد ويمبر ثم تبعه كثير من محترفي تسلق الجبال في صعود جوانبها الشاهقة الحادة الانحدار.

## تسمية ماترهورن
الاسم يعني "قمة المروج" حيث يستمد اسم الجبل من كلمتين ألمانيتين "Matte" وتعني "مرج"، و "Horn" بمعنى قمة. يطلق عليه في اللغة الإيطالية واللغة الفرنسية أسماء (Cervino و Cervin) تأتي من مصطلح (Mons Silvanus) ويعني ذوي الياقات البيضاء.

## تاريخ ماترهون

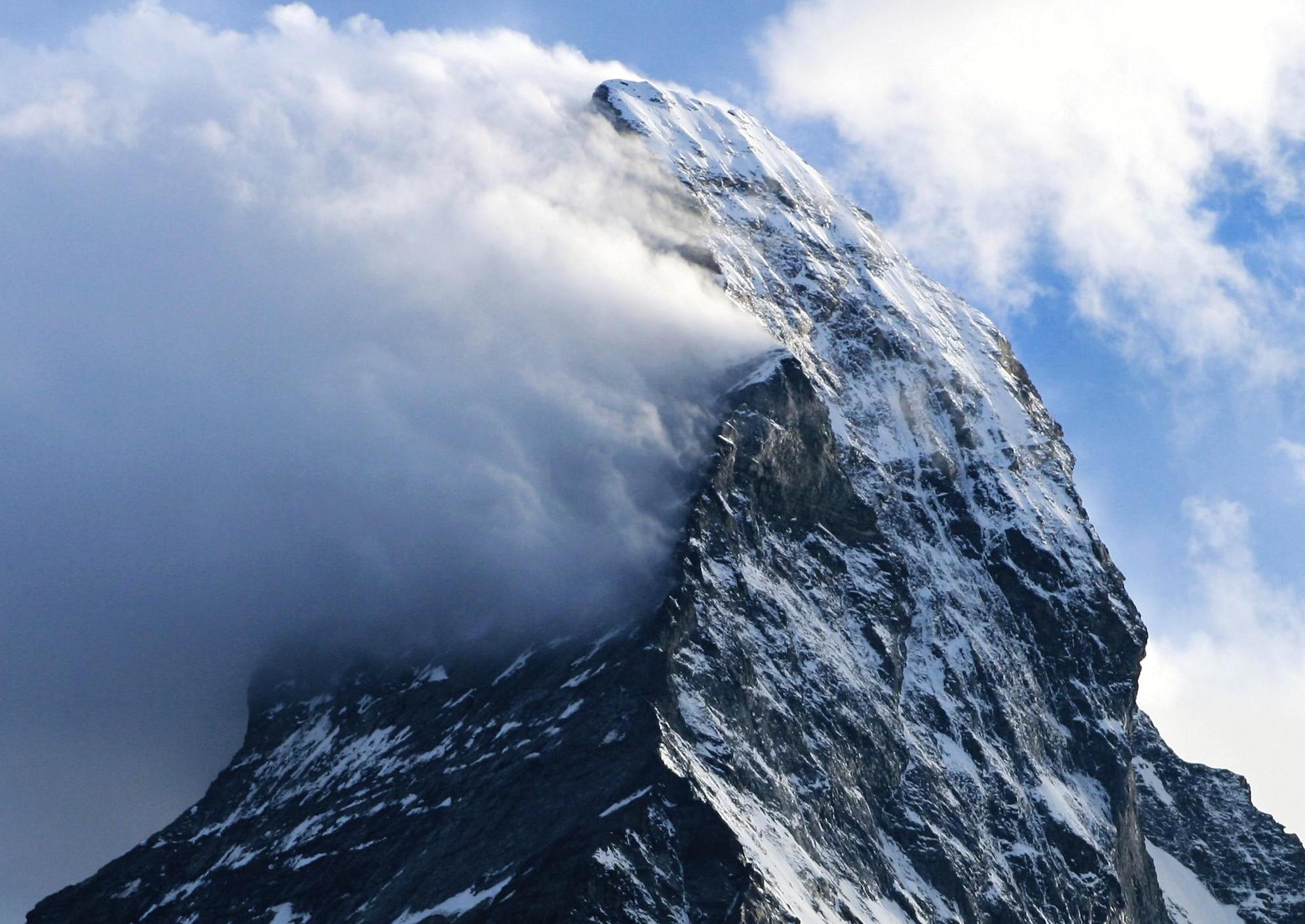
أصطدام سحابة على ماترهورن

ماترهورن جبل معزول يقع على جبال الألب الرئيسية، يتعرض لتغيرات سريعة في الطقس. وذلك نظراً للارتفاع الكبير إضافة إلى الوجوه المنحدرة من الجبل، وموقعها المعزول مما جعله عرضة لإصطدام السحب به مما يؤدي إلى تشكيل الدوامات وذلك مع الهواء المتدفقة نحوه من السحب وتجمع المياه نتيجة إجراء التكثيف على الجانب.

## الارتفاع
تنقسم قمة ماترهورن إلى قسمين: القمة سويسري (4,477.5 م) وتقع على الشرق والقمة الإيطالية (4,476.4 م) وتقع في الغرب.
في آب من عام 1792، حاول الجيولوجي هوراس بنديكت دي سوسير قياس ارتفاع ماترهورن، وتوصل إلى حساب الارتفاع 4,501.7 متر.
وفي عام 1868 قام المهندس الإيطالي جيوردانو فيليس بإعادة قياس الارتفاع للجبل وتوصل إلى قياس 4505 متر وذلك عن طريق البارومتر الزئبقي.
فيما أظهرت الخرائط المعدة من قبل المساحيين أرتفاع الجبل بمقدار 4482 متر، أو 14704 قدم.
وفي أحدث دراسة لقياس أرتفاع ماترهون في عام (1999) باستخدام النظام العالمي لتحديد المواقع وأحدث التكنولوجيا، تم تتبع قياسات أرتفاع ماترهورن بدقة في حدود السنتيمتر الواحد، وكانت النتيجة النهائية 4,477.54 متر (14690 قدم).

## الجغرافيا
ماتارهورن لديه شكل هرمي مع أربعة وجوه تواجه نقاط البوصلة الأربعة: الشمال والشرق وجوه تطل على التوالي على كلاً من، وادي زيموت الذي يقع في قرية صغيرة في بلدية زيرمات السويسرية وتلال Gornergrat في سويسرا، أما وجه الجنوب تشترك فيه الحدود السويسرية الإيطالية في بلدة منتجع جبال الألب، وأما الواجهة الغربية تقابل جبل دنت ديفوار الذي يمتد على جانبي الحدود.

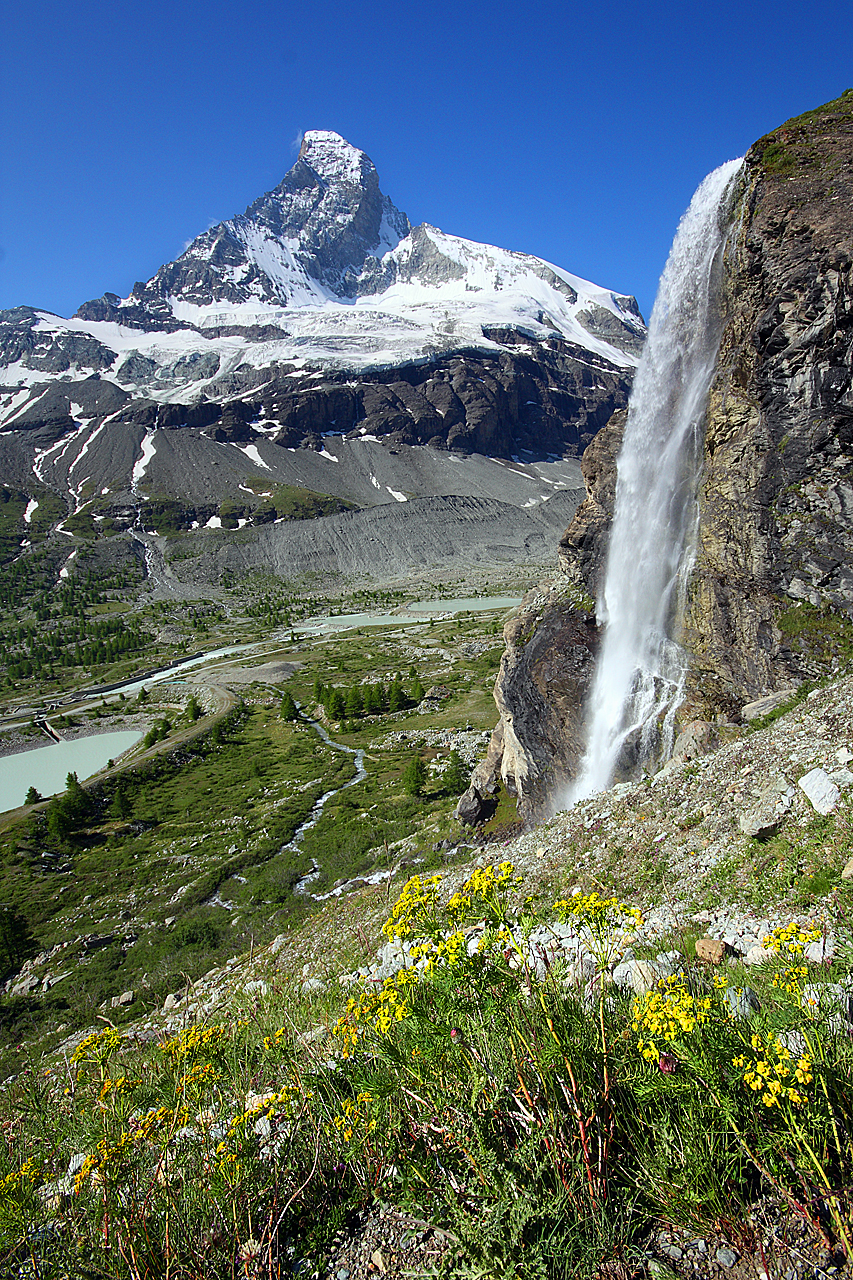
صورة من الجانب الشمالي لجبل ماتارهون يتضح وادي زيموت في سويسرا.
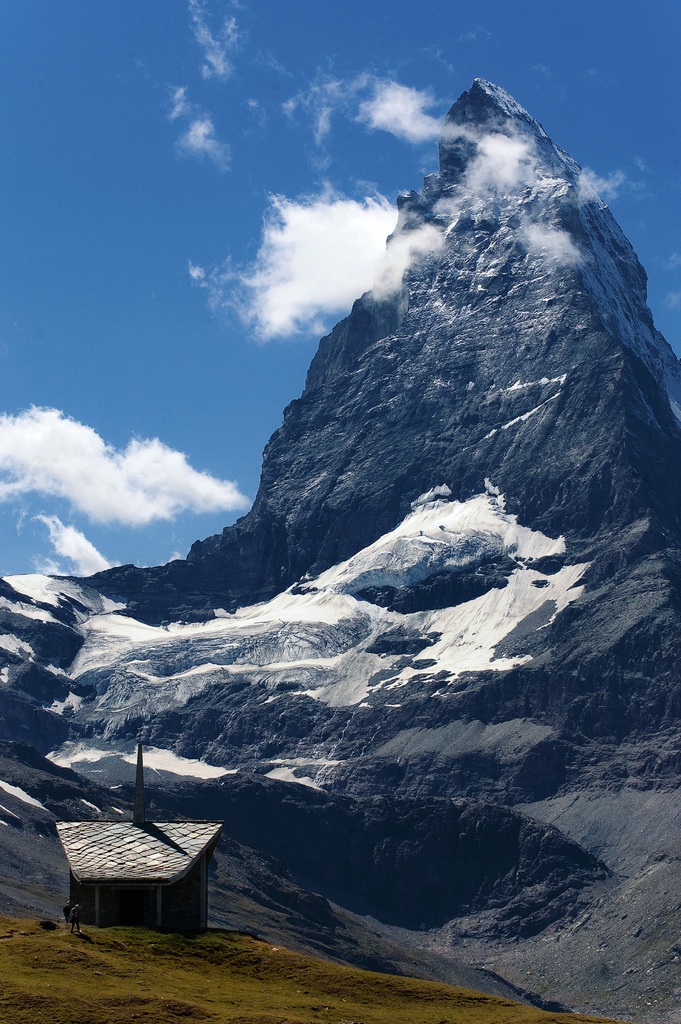
صورة للواجهة الشرقية لجبل ماتارهون
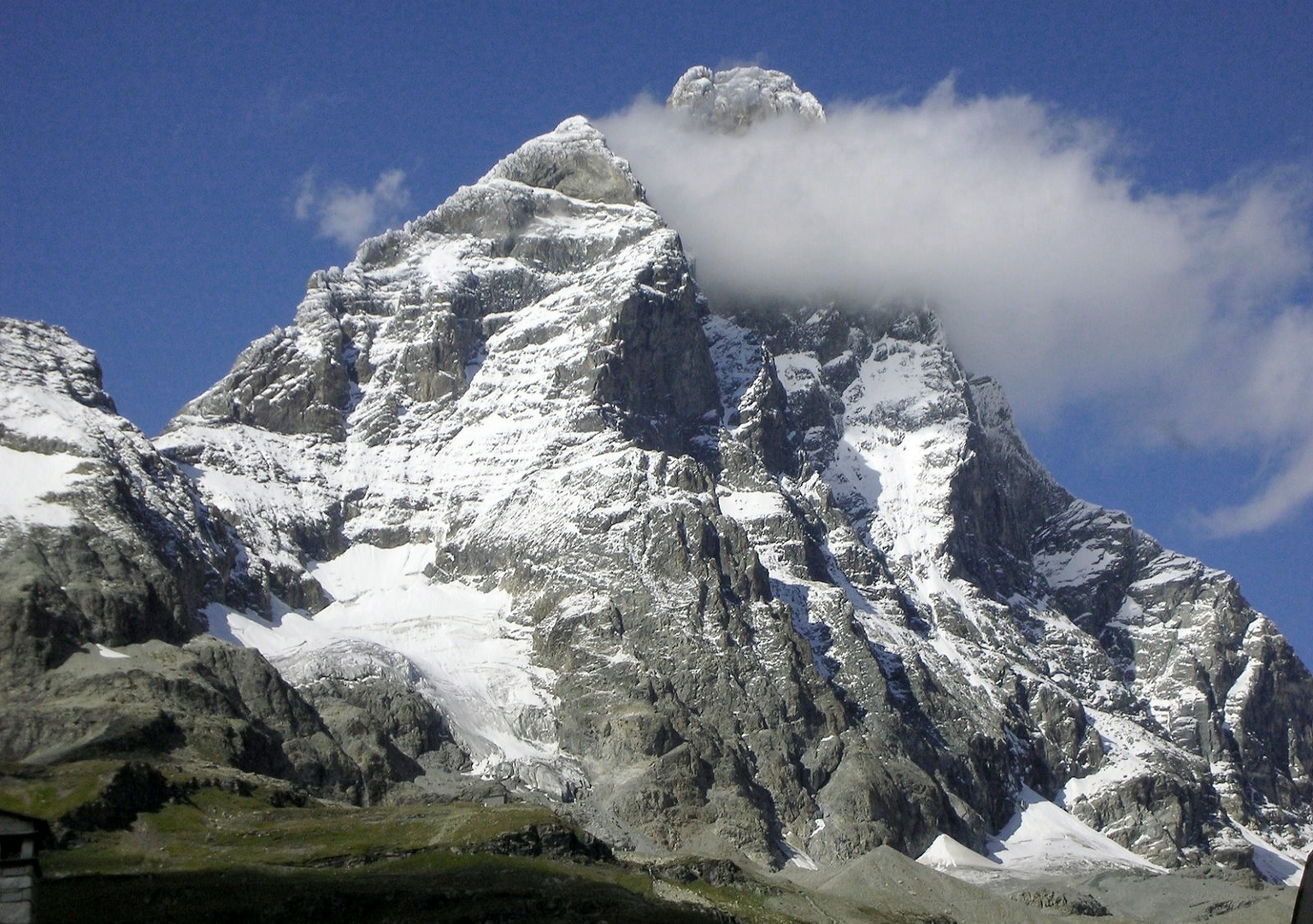
صورة للواجهة الجنوبية لجبل ماتارهون
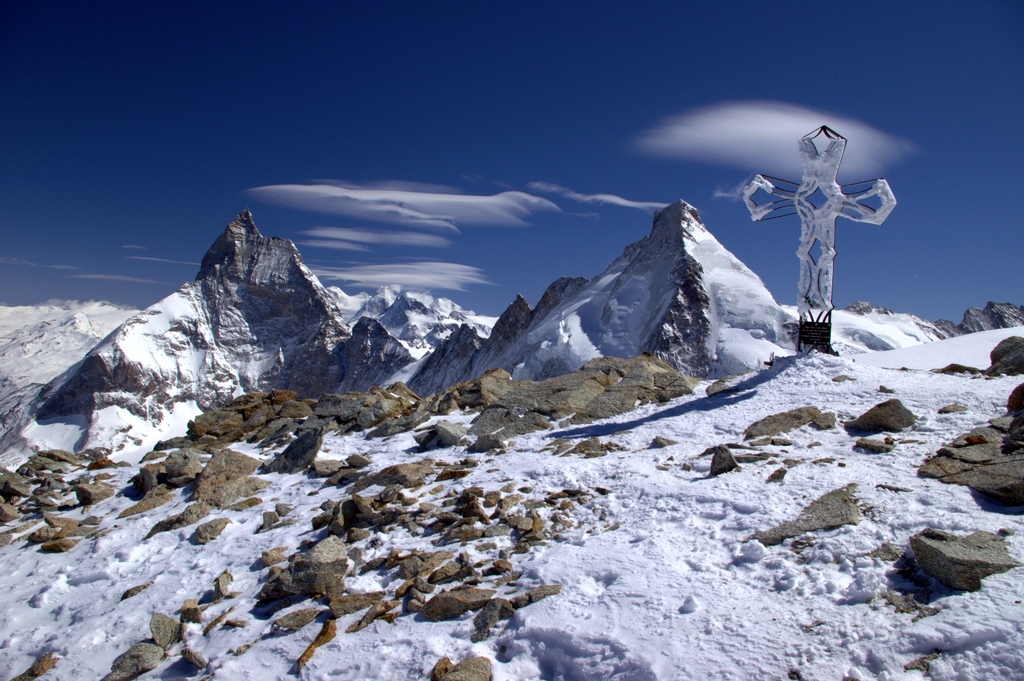
صورة للواجهة الغربية لجبل ماتارهون

## صور ماتارهون

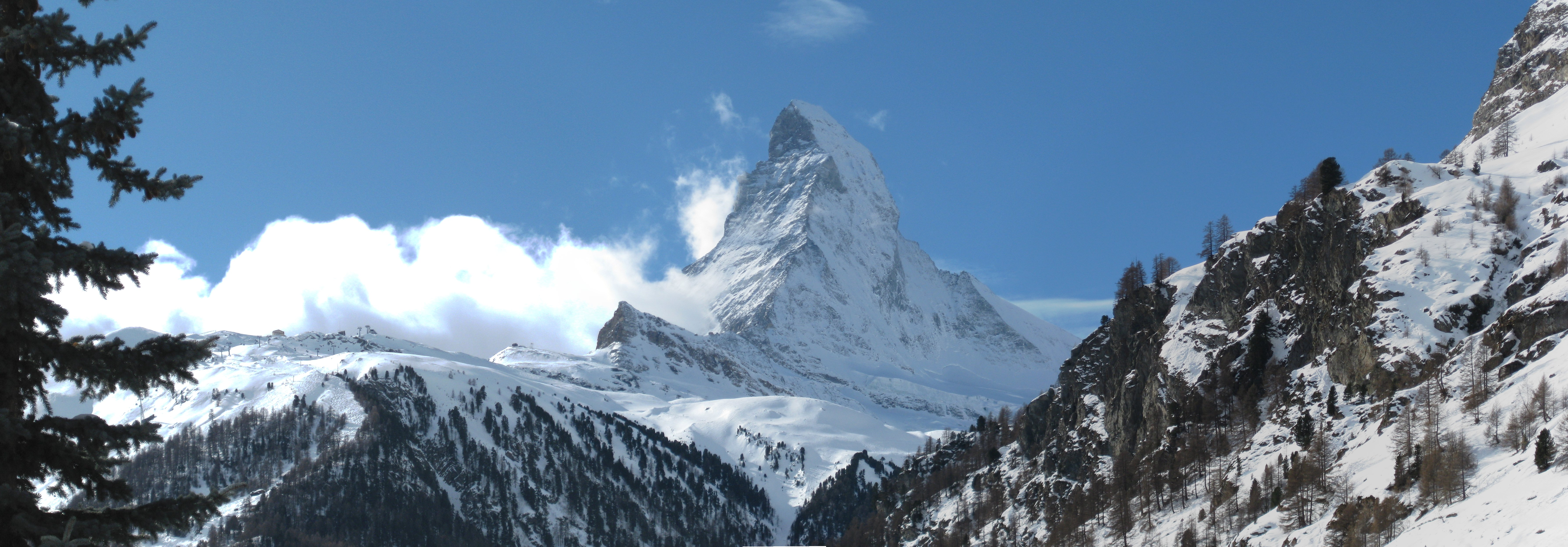
صورة بانورامية لماتارهون وقد تغطى بالثلوج البيضاء في منظر رائع.

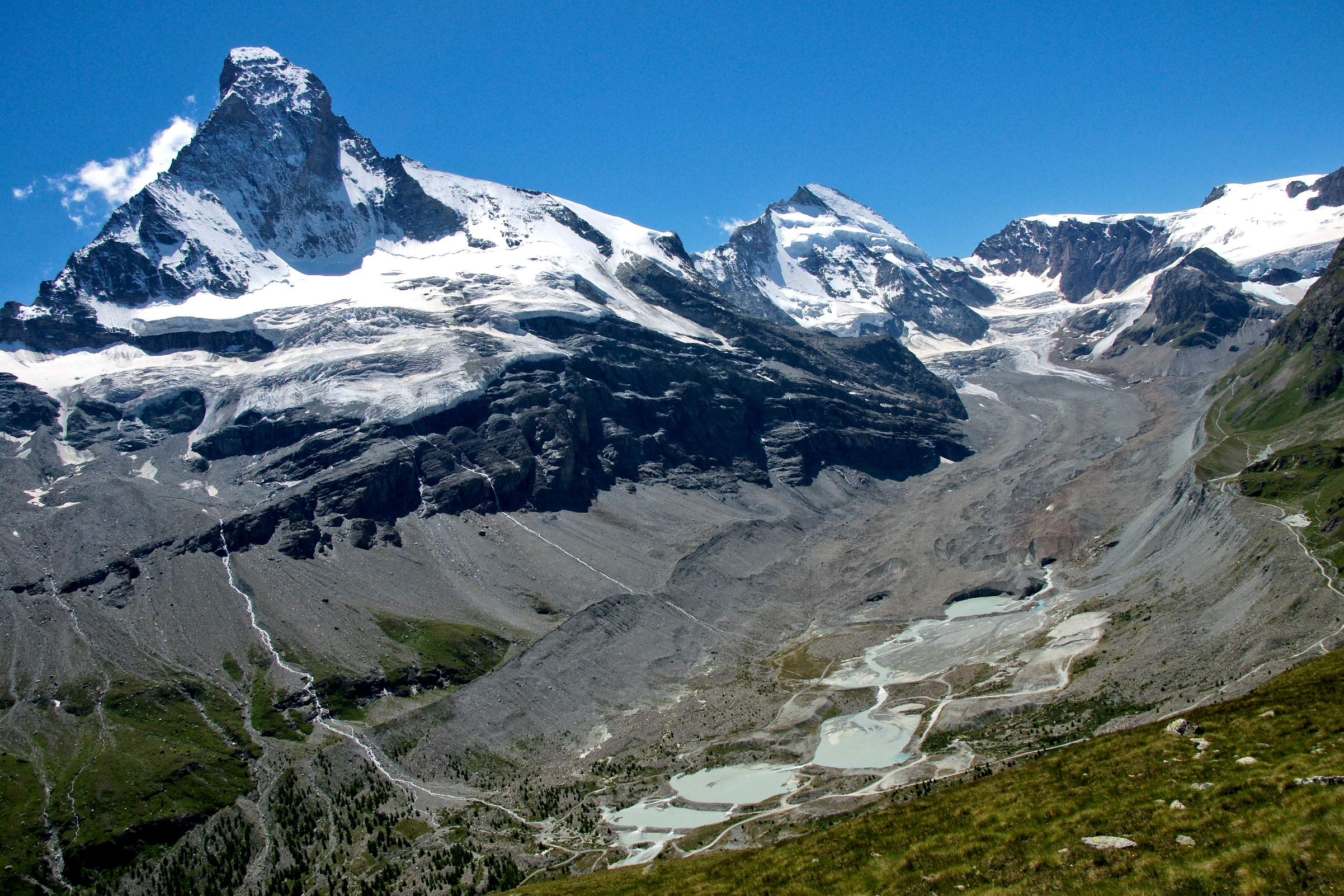
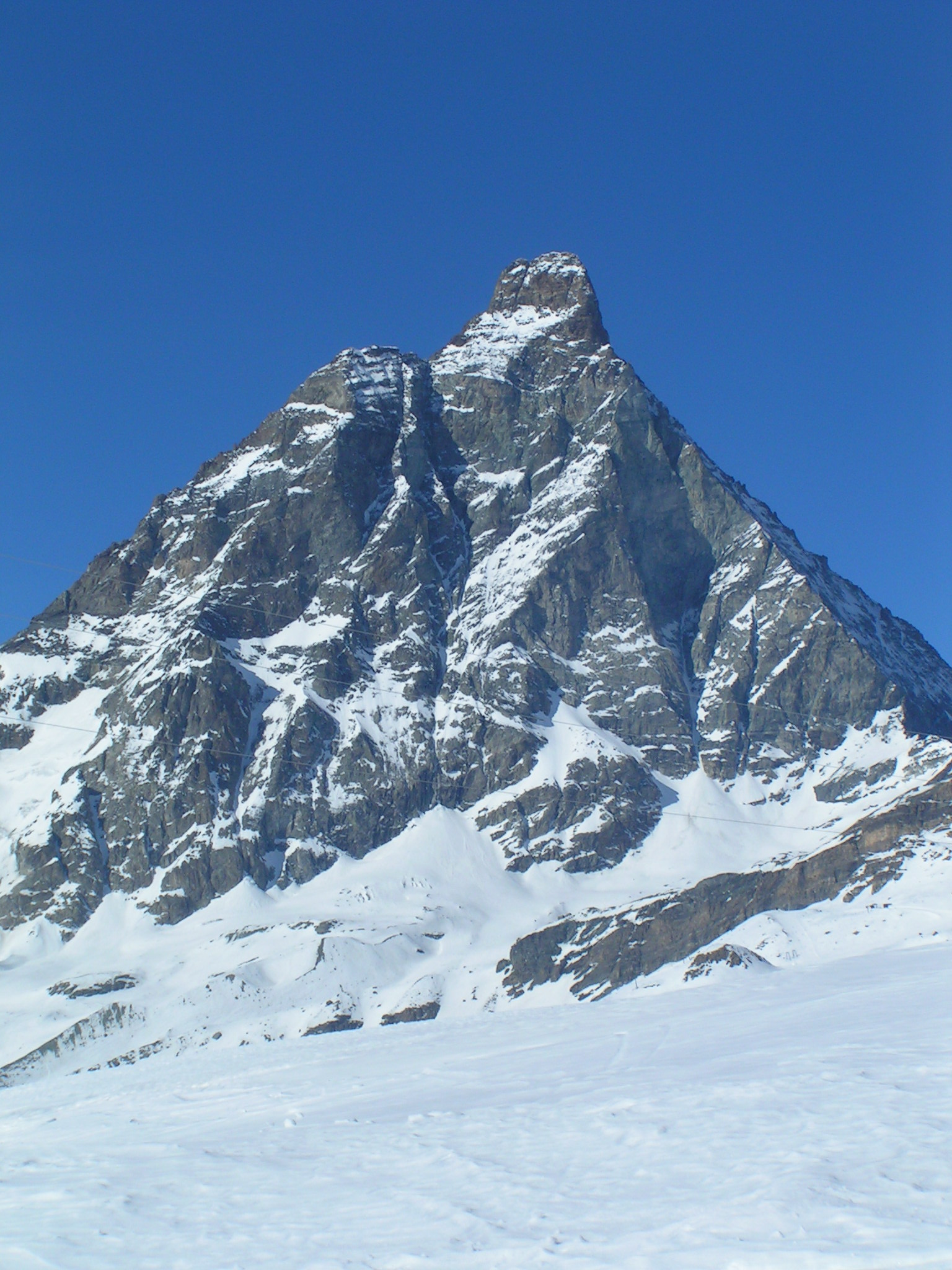
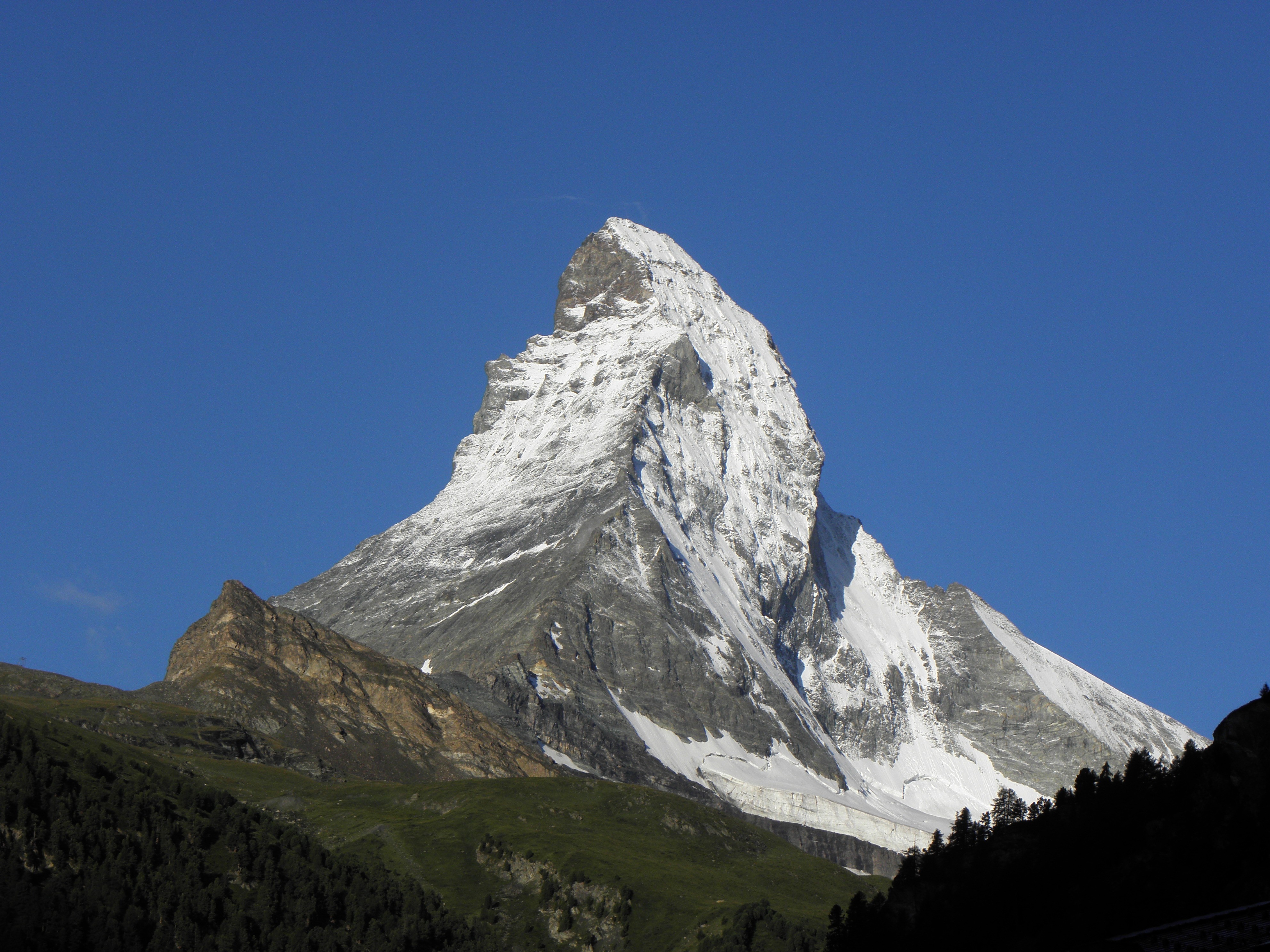
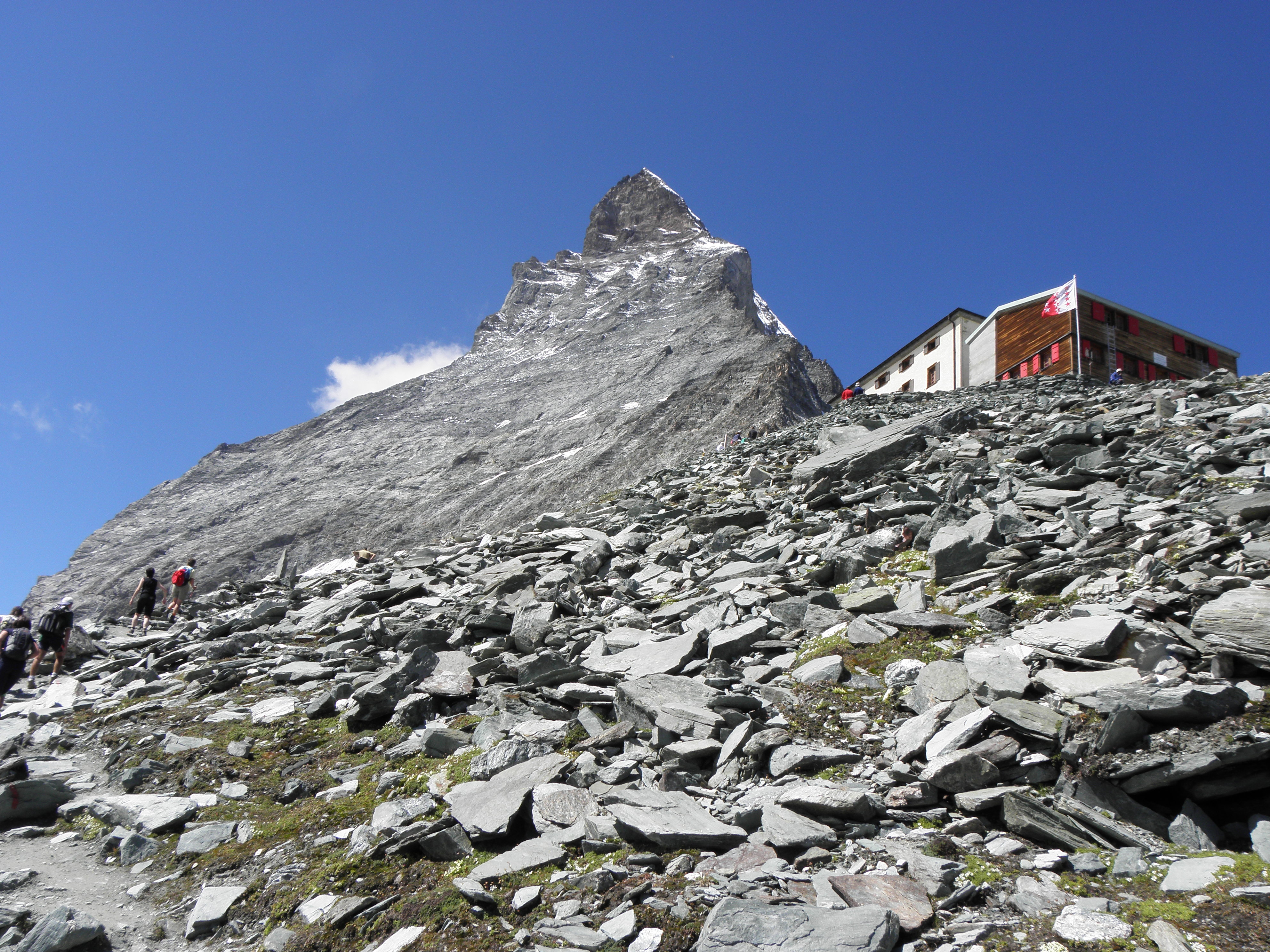
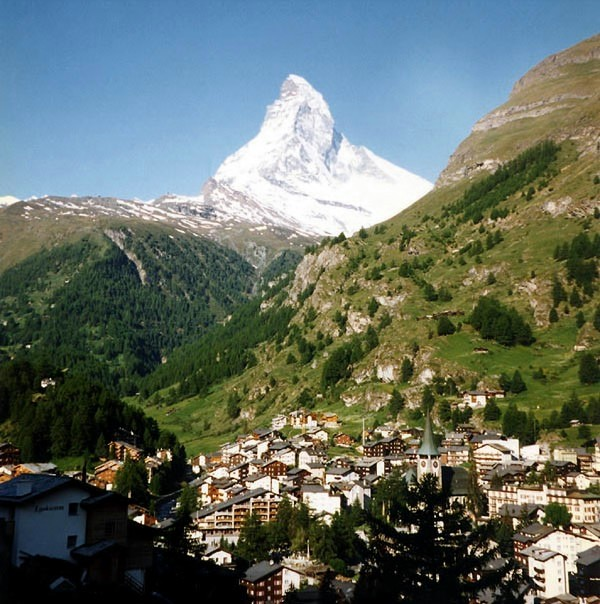
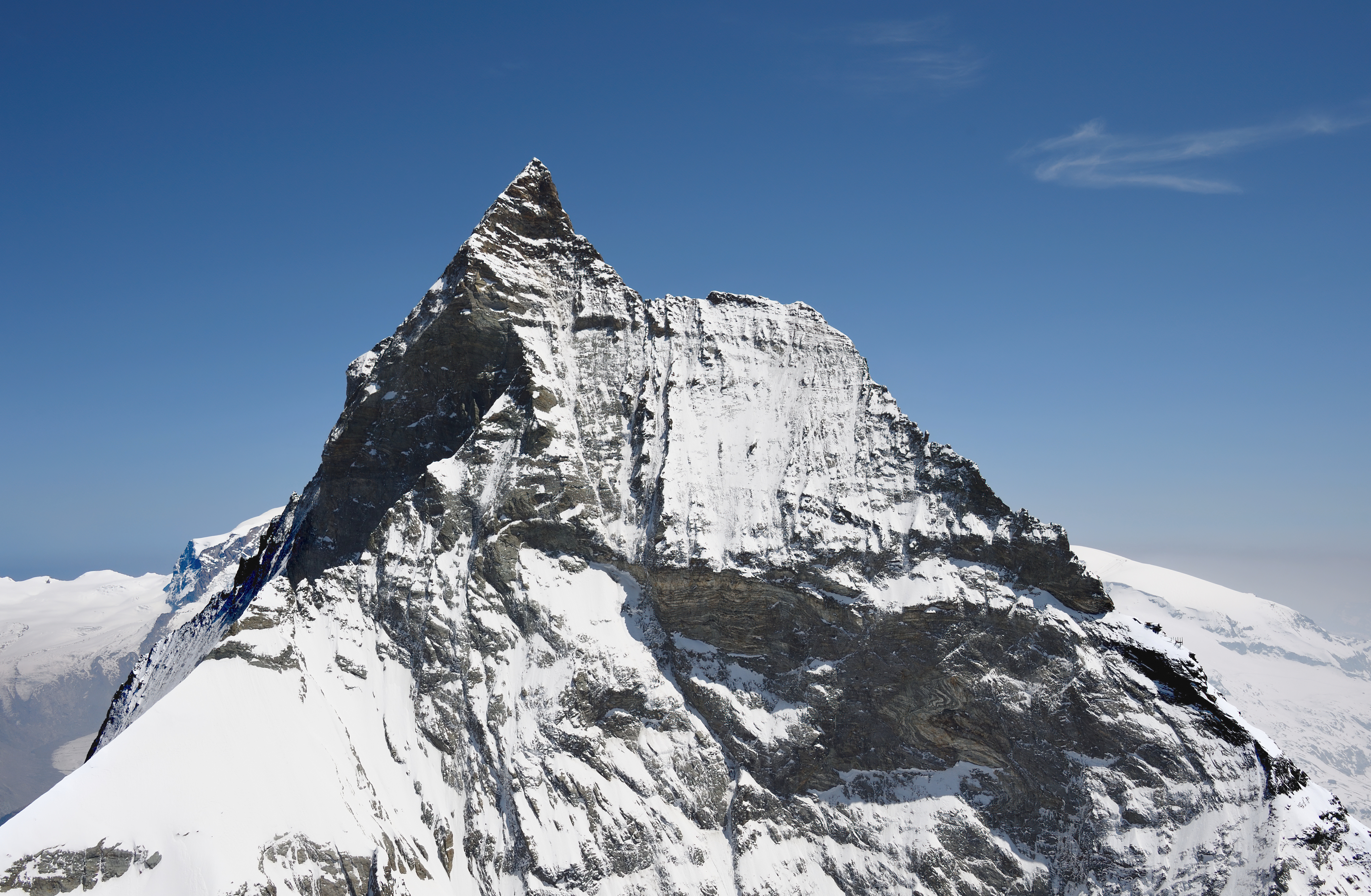
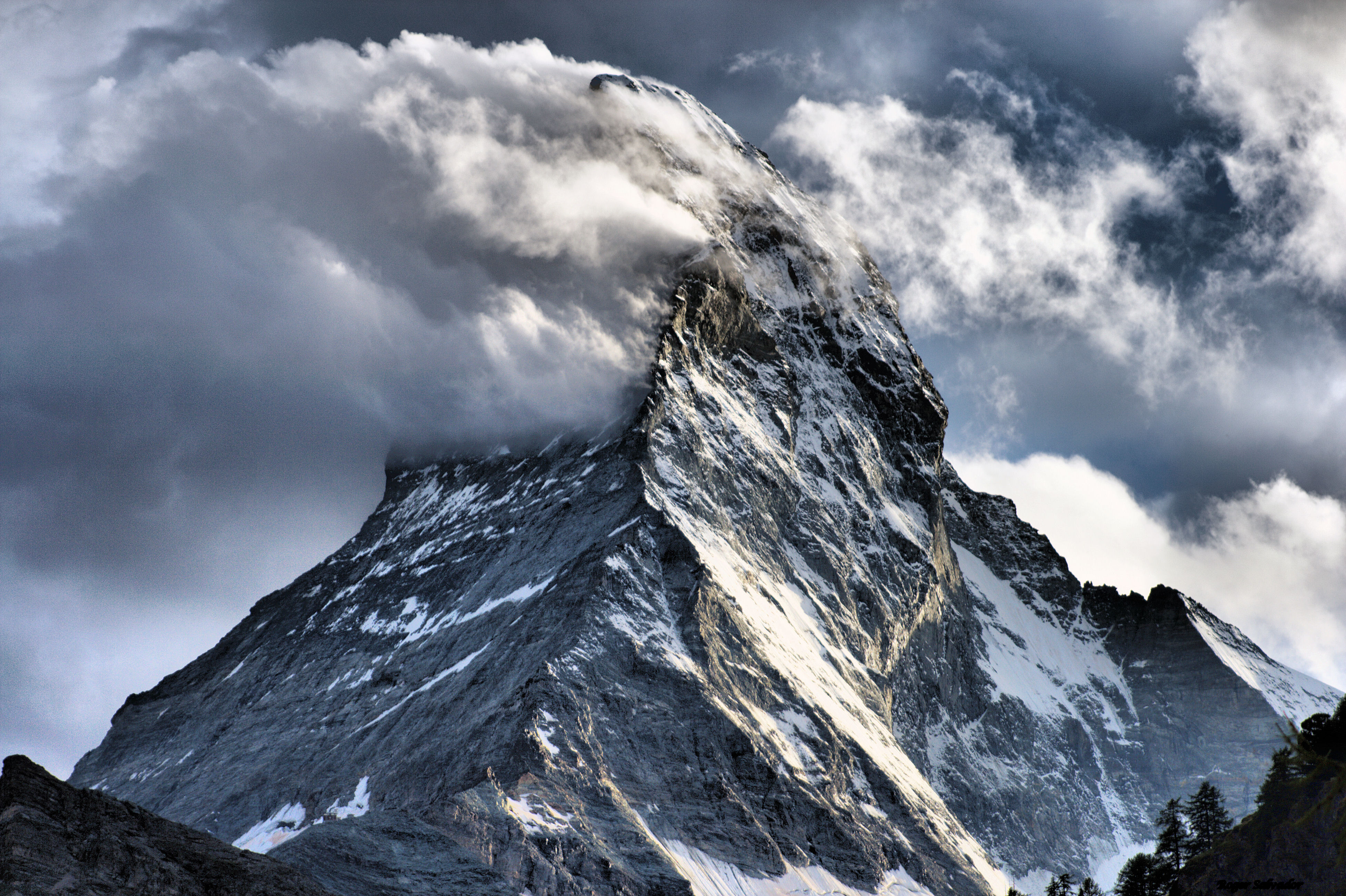

## الطرق والرحلات
|        | الطريق     | البداية                       | زمن الصعود         | مقياس الصعوبة |
| ------ | ---------- | ----------------------------- | ------------------ | ------------- |
| التلال | هورنيل     | Hörnli Hut                    | 6 ساعات            | AD+/III+      |
| التلال | وادي زيموت | Hörnli Hut (أو Schönbiel Hut) | 7 ساعات (10 ساعات) | D/IV          |
| التلال | الأسد      | Carrel Hut                    | 5 ساعات            | AD+/III       |
| التلال | فورجن      | Bivacco Bossi                 | 7 ساعات            | TD/V+         |
| الوجوه | شمال       | Hörnli Hut                    | 14 ساعة            | TD/V          |
| الوجوه | غرب        | Schönbiel Hut                 | 12 ساعة            | TD/V+         |
| الوجوه | جنوب       | Rifugio Duca degli Abruzzi    | 15 ساعة            | TD+/V+        |
| الوجوه | شرق        | Hörnli Hut                    | 14 ساعة            | TD            |

## اقرأ أيضا
- مونت بلانك